# Mélodie française
Pour les articles homonymes, voir mélodie (homonymie).

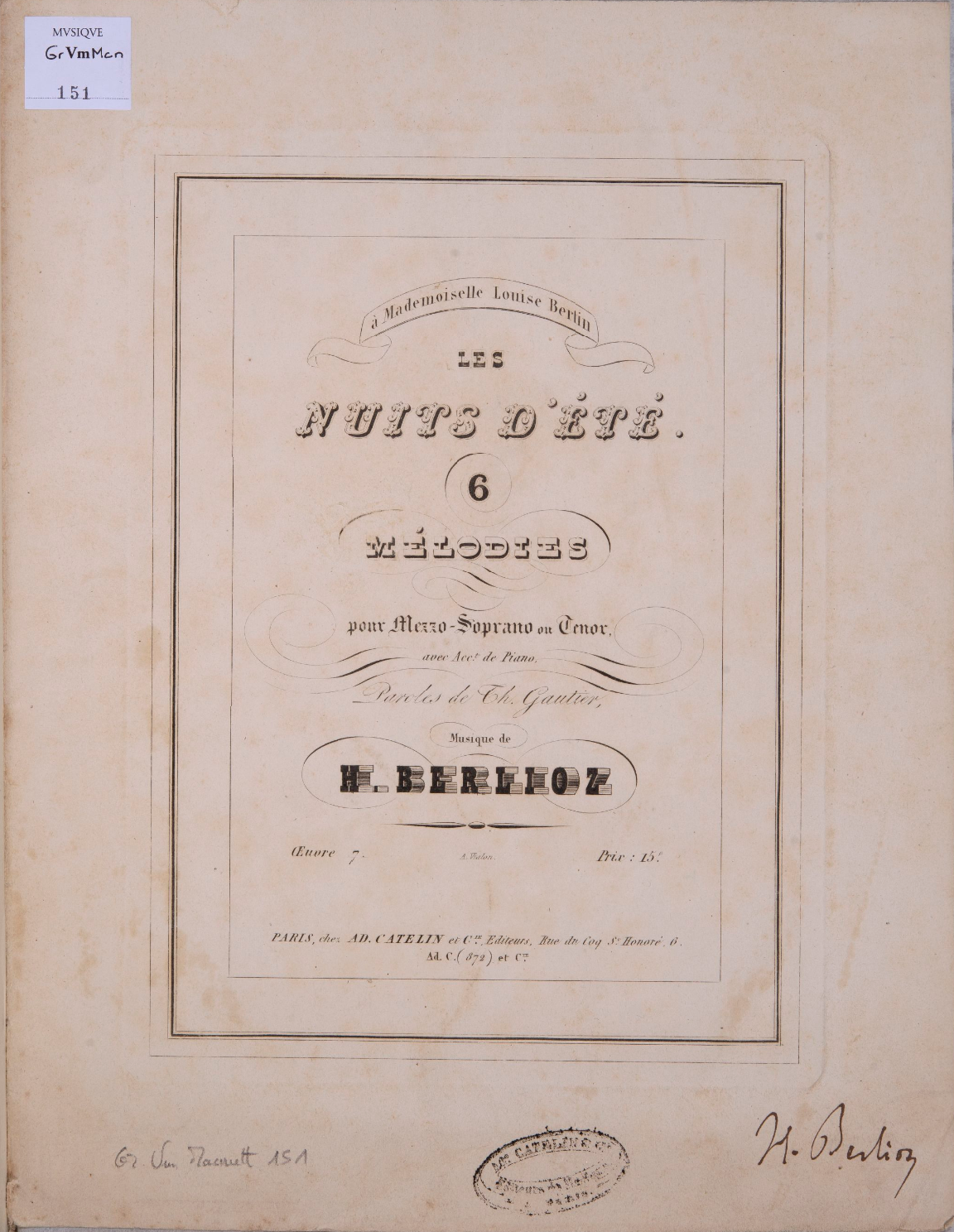
Page de titre de l'édition piano–chant des Nuits d'été

Une mélodie française est un genre particulier de mélodie chantée sur un texte généralement emprunté à une œuvre poétique en français.

## Histoire
La mélodie française naît vers le milieu du XIXe siècle en France, en empruntant son nom aux Irish melodies de Thomas Moore qui inspirent les Mélodies irlandaises d'Hector Berlioz publiées en 1830,.
Cette forme musicale pour voix et piano (parfois pour voix et orchestre) se développe de manière autonome tout en empruntant à la romance, dont elle est issue, et au lied germanique, dont elle se distingue néanmoins par son approche « résolument aristocratique, raffinée, savante », qui l'éloigne des origines populaires (volkslied) du lied.
Charles Koechlin souligne que son « esprit même, qui très vite a cessé d'être celui de la chanson populaire », s'est au contraire « affirmé comme une des manifestations les plus « aristocratiques » de la musique. On peut concevoir que des lieder de Schumann, de Schubert ou de Brahms soient chantés et compris par le peuple ; mais le peuple est très éloigné (dans sa culture actuelle) des mélodies de Claude Debussy, de M. Henri Duparc, de G. Fauré. Elles sont d'une autre essence que les chansons : lyriques, individuelles, et surtout évocatrices des poésies. »
Une conception que partage le musicologue Michel Faure, qui considère que c'est un genre qui « s’efforce de prendre en compte musicalement la signification du texte ». De fait, la mélodie française est particulièrement attentive à la qualité et au sens des vers qu'elle met en musique et l'extrême raffinement de sa courbe vocale, de ses rythmes et de ses harmonies la distinguent incontestablement[réf. nécessaire].
Si Les Nuits d'été (1841) de Berlioz sont souvent considérées comme le premier exemple de ce genre, La Captive du même compositeur (1831), avec ses nombreux remaniements, en est sans doute la première trace. Certaines compositions de Charles Gounod peuvent également prétendre au nom de mélodies,, tout comme des œuvres de Saint-Saëns et Lalo, mais la maturité du genre est atteinte vers 1875, avec des partitions de Fauré, Duparc, Chabrier et Chausson.
À l'orée du XXe siècle, un compositeur de l'envergure de Debussy — auteur au total de 88 mélodies — renouvelle la forme, avec par exemple ses Chansons de Bilitis, avant que s'illustrent dans le genre Maurice Ravel puis les compositeurs du groupe des Six, particulièrement Francis Poulenc, qui voyait comme son plus beau titre de gloire le fait de pouvoir écrire sur sa tombe : « ci-gît Francis Poulenc, le musicien d'Apollinaire et d'Éluard ».

## Recueils majeurs
- Hector Berlioz : Les Nuits d'été (1841), sur des textes de Théophile Gautier
- Claude Debussy : Ariettes oubliées (1885), sur des textes de Paul Verlaine
- Gabriel Fauré : 
  - La Bonne Chanson (1894), sur des textes de Paul Verlaine
  - La Chanson d'Ève (1906-1910), sur des textes de  Charles Van Lerberghe
- Maurice Ravel : Histoires Naturelles (1907), sur des textes de Jules Renard
- Francis Poulenc : Tel jour telle nuit (1937), sur des textes de Paul Éluard.

## Compositeurs et compositrices principales
- Hector Berlioz
- Mel Bonis
- Charles Bordes
- Lili Boulanger
- Nadia Boulanger
- Albert Cahen d'Anvers
- André Caplet
- Emmanuel Chabrier
- Ernest Chausson
- Jean Cras
- Claude Debussy
- Maurice Delage
- Léo Delibes
- Louis Durey
- Henri Duparc
- Gabriel Fauré
- Paul Le Flem
- César Franck
- Charles Gounod
- Reynaldo Hahn
- Augusta Holmès
- Vincent d'Indy
- Charles Koechlin
- Édouard Lalo
- Guillaume Lekeu
- Albéric Magnard
- Jules Massenet
- Olivier Messiaen
- Francis Poulenc
- Maurice Ravel
- Guy Ropartz
- Albert Roussel
- Camille Saint-Saëns
- Déodat de Séverac
- Erik Satie
- Edgar Varèse
- Louis Vierne
- Pauline Viardot